# 大蔵村
大蔵村（おおくらむら）は、山形県の北部、最上地方の南部にある人口約2千人の村。「日本で最も美しい村連合」に加盟する。

## 地理
山形県北部の最上郡にあり、郡内では最南端に位置する。南西部は月山山頂付近に達する。
村内を南北に縦断する銅山川に沿った国道458号は、肘折以南が悪路の国道として知られている（十部一峠参照）。村の役場などの機能は新庄市にも近い村の北端、最上川付近に集中する。
- 山:月山、葉山
- 河川:最上川、鳥川、銅山川
- 湖沼:

### 人口
| |                                        |  |
| 大蔵村と全国の年齢別人口分布（2005年） | 大蔵村の年齢・男女別人口分布（2005年） |  |
| ■紫色 ― 大蔵村 ■緑色 ― 日本全国 | ■青色 ― 男性 ■赤色 ― 女性              |  |
| 大蔵村（に相当する地域）の人口の推移 \| 1970年（昭和45年） \| 6,080人 \| \| \| 1975年（昭和50年） \| 5,598人 \| \| \| 1980年（昭和55年） \| 5,301人 \| \| \| 1985年（昭和60年） \| 5,203人 \| \| \| 1990年（平成2年） \| 4,982人 \| \| \| 1995年（平成7年） \| 4,863人 \| \| \| 2000年（平成12年） \| 4,528人 \| \| \| 2005年（平成17年） \| 4,226人 \| \| \| 2010年（平成22年） \| 3,762人 \| \| \| 2015年（平成27年） \| 3,412人 \| \| \| 2020年（令和2年） \| 3,028人 \| \| |                                        |  |
| 総務省統計局 国勢調査より |                                        |  |
| 1970年（昭和45年） | 6,080人                                |  |
| 1975年（昭和50年） | 5,598人                                |  |
| 1980年（昭和55年） | 5,301人                                |  |
| 1985年（昭和60年） | 5,203人                                |  |
| 1990年（平成2年） | 4,982人                                |  |
| 1995年（平成7年） | 4,863人                                |  |
| 2000年（平成12年） | 4,528人                                |  |
| 2005年（平成17年） | 4,226人                                |  |
| 2010年（平成22年） | 3,762人                                |  |
| 2015年（平成27年） | 3,412人                                |  |
| 2020年（令和2年） | 3,028人                                |  |

## 気候
特別豪雪地帯に指定されており、大蔵村肘折地区に設置してあるアメダスの平年値は年間総降雪量1469cm、年最深積雪は321cmと日本屈指の豪雪地帯である。ケッペンの気候区分では西岸海洋性気候に属する。
- 最高気温極値（1976/11 - ）35.3℃（1994年8月13日）
- 最低気温極値（1976/11 - ）-22.9℃（1984年3月4日）[2]

| 肘折（1991年 - 2020年）の気候      | 肘折（1991年 - 2020年）の気候 | 肘折（1991年 - 2020年）の気候 | 肘折（1991年 - 2020年）の気候 | 肘折（1991年 - 2020年）の気候 | 肘折（1991年 - 2020年）の気候 | 肘折（1991年 - 2020年）の気候 | 肘折（1991年 - 2020年）の気候 | 肘折（1991年 - 2020年）の気候 | 肘折（1991年 - 2020年）の気候 | 肘折（1991年 - 2020年）の気候 | 肘折（1991年 - 2020年）の気候 | 肘折（1991年 - 2020年）の気候 | 肘折（1991年 - 2020年）の気候 |
| 月                                 | 1月                           | 2月                           | 3月                           | 4月                           | 5月                           | 6月                           | 7月                           | 8月                           | 9月                           | 10月                          | 11月                          | 12月                          | 年                            |
| ---------------------------------- | ----------------------------- | ----------------------------- | ----------------------------- | ----------------------------- | ----------------------------- | ----------------------------- | ----------------------------- | ----------------------------- | ----------------------------- | ----------------------------- | ----------------------------- | ----------------------------- | ----------------------------- |
| 最高気温記録 °C （°F）             | 11.8 (53.2)                   | 17.3 (63.1)                   | 18.5 (65.3)                   | 26.3 (79.3)                   | 30.4 (86.7)                   | 30.5 (86.9)                   | 33.4 (92.1)                   | 35.3 (95.5)                   | 32.4 (90.3)                   | 27.4 (81.3)                   | 21.9 (71.4)                   | 17.7 (63.9)                   | 35.3 (95.5)                   |
| 平均最高気温 °C （°F）             | 1.1 (34)                      | 1.8 (35.2)                    | 5.4 (41.7)                    | 11.7 (53.1)                   | 19.1 (66.4)                   | 22.7 (72.9)                   | 25.7 (78.3)                   | 27.1 (80.8)                   | 23.0 (73.4)                   | 16.9 (62.4)                   | 10.4 (50.7)                   | 3.8 (38.8)                    | 14.1 (57.4)                   |
| 日平均気温 °C （°F）               | −1.8 (28.8)                   | −1.6 (29.1)                   | 1.1 (34)                      | 5.6 (42.1)                    | 12.0 (53.6)                   | 17.0 (62.6)                   | 20.9 (69.6)                   | 21.9 (71.4)                   | 17.8 (64)                     | 11.5 (52.7)                   | 5.5 (41.9)                    | 0.5 (32.9)                    | 9.2 (48.6)                    |
| 平均最低気温 °C （°F）             | −4.6 (23.7)                   | −5.1 (22.8)                   | −2.9 (26.8)                   | 0.5 (32.9)                    | 5.5 (41.9)                    | 11.6 (52.9)                   | 16.8 (62.2)                   | 17.5 (63.5)                   | 13.3 (55.9)                   | 6.7 (44.1)                    | 1.3 (34.3)                    | −2.3 (27.9)                   | 4.9 (40.8)                    |
| 最低気温記録 °C （°F）             | −16.1 (3)                     | −16.6 (2.1)                   | −22.9 (−9.2)                  | −11.1 (12)                    | −2.5 (27.5)                   | 2.0 (35.6)                    | 6.7 (44.1)                    | 8.2 (46.8)                    | 2.3 (36.1)                    | −2.7 (27.1)                   | −8.0 (17.6)                   | −13.9 (7)                     | −22.9 (−9.2)                  |
| 降水量 mm （inch）                 | 403.3 (15.878)                | 268.4 (10.567)                | 186.4 (7.339)                 | 128.4 (5.055)                 | 112.4 (4.425)                 | 135.0 (5.315)                 | 229.2 (9.024)                 | 201.5 (7.933)                 | 170.6 (6.717)                 | 222.0 (8.74)                  | 332.5 (13.091)                | 443.8 (17.472)                | 2,844.8 (112)                 |
| 降雪量 cm （inch）                 | 459 (180.7)                   | 343 (135)                     | 212 (83.5)                    | 80 (31.5)                     | 13 (5.1)                      | 0 (0)                         | 0 (0)                         | 0 (0)                         | 0 (0)                         | 0 (0)                         | 49 (19.3)                     | 325 (128)                     | 1,469 (578.3)                 |
| 平均降水日数 （≥1.0 mm）           | 26.7                          | 22.7                          | 20.7                          | 14.7                          | 12.4                          | 11.4                          | 14.7                          | 13.2                          | 14.2                          | 16.4                          | 20.1                          | 25.5                          | 213.1                         |
| 平均月間日照時間                   | 20.7                          | 37.7                          | 75.9                          | 149.5                         | 191.4                         | 150.0                         | 119.6                         | 153.7                         | 115.4                         | 103.7                         | 74.5                          | 31.3                          | 1,223.5                       |
| 出典1：Japan Meteorological Agency |                               |                               |                               |                               |                               |                               |                               |                               |                               |                               |                               |                               |                               |
| 出典2：気象庁                      |                               |                               |                               |                               |                               |                               |                               |                               |                               |                               |                               |                               |                               |

## 歴史
大蔵村清水地区は、最上川の舟運の積出港として大きな規模を誇り、中世には、最上氏の一門により清水港の対岸に平山城である「清水城」が築かれ、最上地方南部の領国経営の中心地でもあった。江戸時代に最上地方の領国経営の中心が新庄藩に移ると衰退を始めるが、舟運が廃れるまでは清水河港は繁栄を続けた。出羽三山への参詣路でもあった舟形街道が通っており、本陣が置かれ、当地において酒造業も営まれた。清水河港で陸揚げされた物資は、舟形街道で羽州街道舟形宿まで運ばれ、そこから最上地方全体に運ばれた。一方、南部の肘折温泉は、湯治場として人気が高く、霊峰月山の登山口にもなっているため、現在にも続く大蔵村の最大の産業である。さらに、寒河江市との村境付近には、かつて日本有数の銅山「幸生銅山（永松鉱山）」があった。
- 1889年（明治22年）4月1日 - 清水町村、合海村、南山村、赤松村が合併し大蔵村が発足。
- 1918年（大正7年）3月頃  - 村役場が移転[4]。
- 1952年（昭和27年） - 山形県による地すべり防止工事が始まる。
- 1974年（昭和49年）4月26日 - 赤松地内で大規模な地すべりが発生。住戸20戸が全壊17人が死亡。1977年に住民らが亜炭鉱の放置が原因として山形県を相手に訴訟を起こした[5]。
- 1992年（平成4年） - 林野庁大蔵治山事業所が設置。国の直轄による地すべり防止事業が始まる[6]。
- 2020年（令和2年）7月 - 28日から山形県一帯を襲った集中豪雨により銅山川が氾濫。肘折温泉で温泉施設が浸水、金山橋の橋脚が損壊[7]。

## 行政
- 村長：加藤正美（2007年から）

## 経済
主要産業は農業と観光業である。
- 農業
  - トマト（トマト産地としては有数である）
  - ソバ
- 酒造業
- こけし（肘折系こけし）
- 観光（肘折温泉、最上川ゴルフ場）

### 郵便局
- 清水郵便局（集配局）
- 肘折郵便局（集配局）
- 赤松簡易郵便局

### エネルギー供給
- 村の北部の大坪地区には、東北電力新庄変電所がある。この変電所は、女川原子力発電所からの陸羽幹線及び酒田火力発電所からの最上幹線で配電された電気を集約し、最上地方に電気を供給するとともに、新庄線や山形幹線で西山形変電所（山辺町）を通じて村山地方、置賜地方への中継を行っている。ここを通過した電気が、山形県内陸の事業所や家庭で使用される電気の大多数を占めており、山形県の電力供給の要である。

## 姉妹都市・提携都市
- 「日本で最も美しい村」連合
  - 北海道上川郡美瑛町
  - 北海道余市郡赤井川村
  - 岐阜県大野郡白川村
  - 長野県下伊那郡大鹿村
  - 徳島県勝浦郡上勝町
  - 熊本県阿蘇郡南小国町

## 教育
中学校
- 大蔵村立大蔵中学校

小学校
- 大蔵村立大蔵小学校

## 交通

### 周辺の空港
- 庄内空港（酒田市・鶴岡市）
- 山形空港（東根市）

### 鉄道
村内を鉄道路線は通っていない。鉄道を利用する場合の最寄り駅は、JR東日本の山形新幹線、および奥羽本線、陸羽東線、陸羽西線の新庄駅。

### 路線バス
大蔵村営バスが運行されている。運行は新庄輸送サービスに委託している。

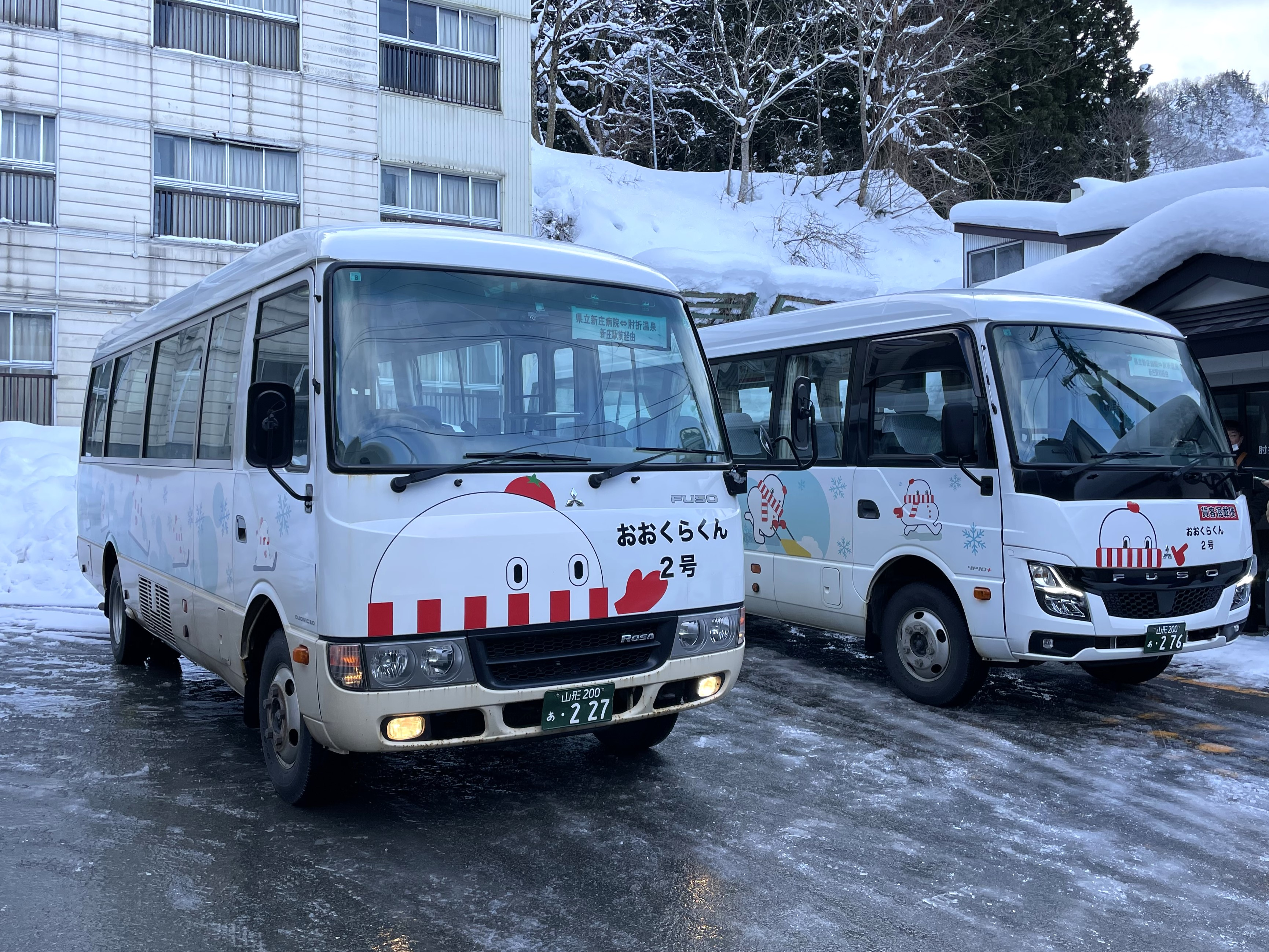
肘折ゆけむりライン
県立病院前 - 新庄駅前 - 本合海寺前 - 清水 - 塩 - 日陰 - 肘折温泉
- 県立新庄病院・新庄駅に乗り入れ、新庄市中心部と大蔵村中心部や肘折温泉を結ぶ。もともとは山交バスの路線だったが、赤字により2017年3月限りで撤退するのを受けて運行を開始した。平日6往復、土休日・お盆・年末年始は4往復が運行され、全便が新庄市街と肘折温泉の通し運行である。

村内路線
- 5路線が運行されている。全路線ともスクールバス混乗のため学休日運休となる。

### 道路
一般国道
- 国道458号（寒河江市との市境の十部一峠は冬期閉鎖・肘折以南は未舗装区間及び車両の行き違いが困難な箇所多数有り）

都道府県道
- 主要地方道
  - 山形県道30号大石田畑線
  - 山形県道31号舟形大蔵線
  - 山形県道56号新庄舟形線
  - 山形県道57号戸沢大蔵線

## 観光ほか

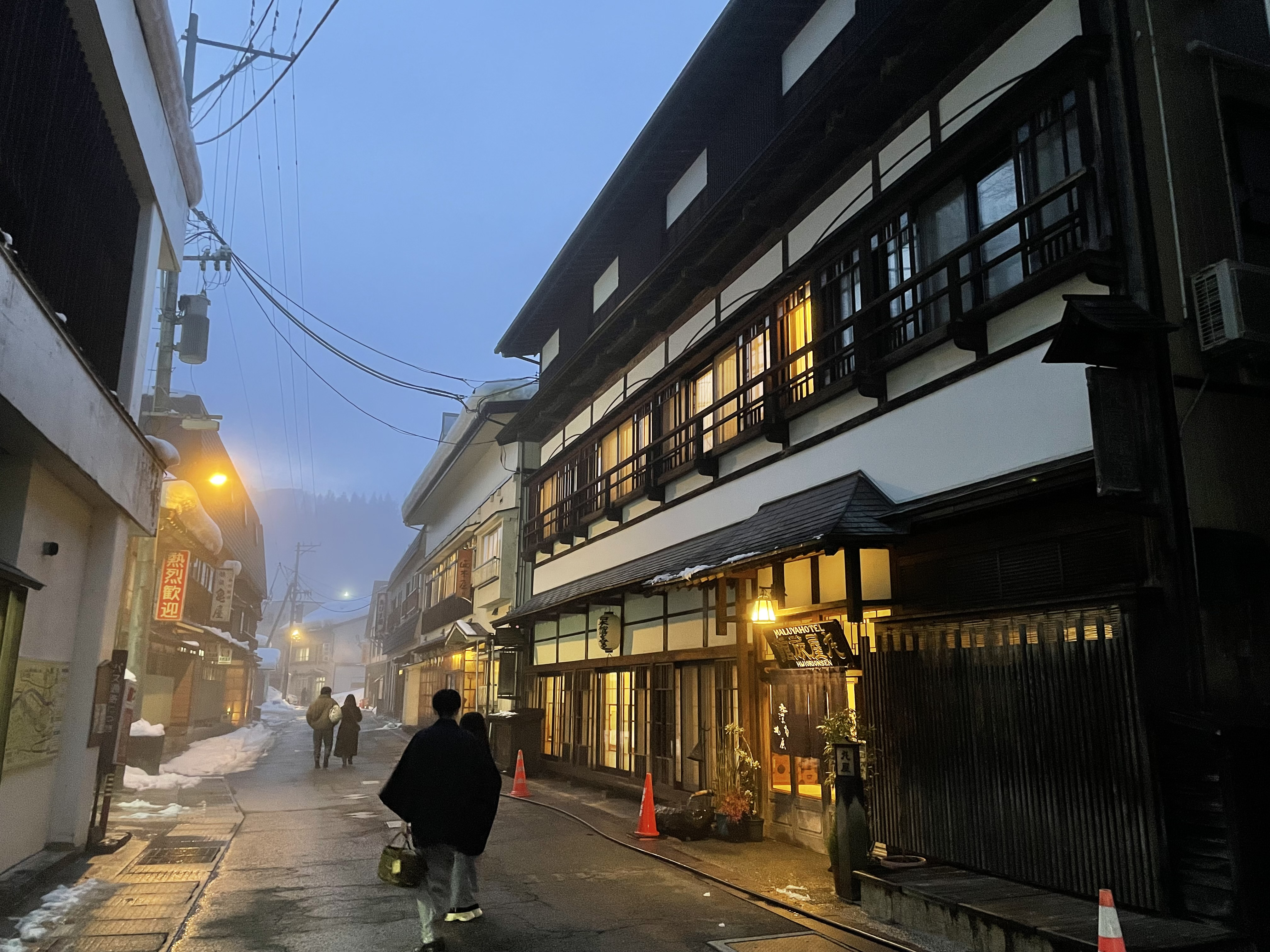
肘折温泉街

- 清水城跡
- 肘折温泉（国民保養温泉地）
- 湯座神社
- 地蔵倉
- 日本の棚田百選「四ヶ村」
- 全日本ラングラウフ月山大蔵大会
毎年3月中旬に開催されている、日本オリンピック委員会主催の、日本最大規模の「歩くスキー」の大会。毎年3000人以上が参加し、順位をつけるレースではなく、自然に親しみ、完走することを目的にスキーを滑らせる。大会を盛り上げるため、ギネスブックにも登録されたことがある、巨大雪だるま「おおくら君」が、村の有志によって作られる。
- 湯の台観光ラベンダー園
- 肘折カルデラ